# Miss Grand International
Miss Grand International – coroczny, międzynarodowy konkurs piękności oraz tytuł jaki otrzymuje zwyciężczyni po jego wygraniu. Został założony w 2013 roku przez tajlandzką firmę  Miss Grand International. Pierwszy konkurs piękności Miss Grand International odbył się w Bangkoku w 2013 roku. Wygrała go Janelee Marcus Chaparro Colón z Puerto Rico, została Miss Grand International 2013.
Główna uroczystość odbywała się w Bangkoku do roku 2015. Od tamtej pory finały odbywają się co roku w innym kraju. Zwyciężczyni podpisuje kontrakty reklamowe i otrzymuje możliwość wystąpienia na pokazach mody, dostaje również nagrodę pieniężną będącą równowartością ok. 40 tys. USD.

## Lista laureatek
| Rok  | Kraj              | Zwyciężczyni            | Wiek | Miejsce     | Data            | Liczba uczestniczek |
| ---- | ----------------- | ----------------------- | ---- | ----------- | --------------- | ------------------- |
| 2013 | Portoryko         | Janelee Chaparro        | 22   | Bangkok     | 19 listopada    | 71                  |
| 2014 | Kuba              | Lees Garcia             | 27   | Bangkok     | 7 października  | 85                  |
| 2015 | Dominikana        | Anea Garcia             | 20   | Bangkok     | 25 października | 77                  |
| 2015 | Australia         | Claire Elizabeth Parker | 23   | Bangkok     | 25 października | 77                  |
| 2016 | Indonezja         | Ariska Putri Pertiwi    | 21   | Las Vegas   | 25 października | 74                  |
| 2017 | Peru              | María José Lora         | 27   | Phú Quốc    | 25 października | 77                  |
| 2018 | Paragwaj          | Clara Sosa              | 24   | Rangun      | 25 października | 75                  |
| 2019 | Wenezuela         | Valentina Figuera       | 19   | Caracas     | 25 października | 60                  |
| 2020 | Stany Zjednoczone | Abena Appiah            | 27   | Bangkok     | 27 marca (2021) | 63                  |
| 2021 | Wietnam           | Nguyễn Thúc Thùy Tiên   | 23   | Bangkok     | 4 grudnia       | 59                  |
| 2022 | Brazylia          | Isabella Menin          | 25   | Bogor       | 25 października | 68                  |
| 2023 | Peru              | Luciana Fuster          | 24   | Ho Chi Minh | 25 października | 69                  |
| 2024 | Indie             | Rachel Gupta            | 20   | Bangkok     | 25 października | 68                  |

Galeria

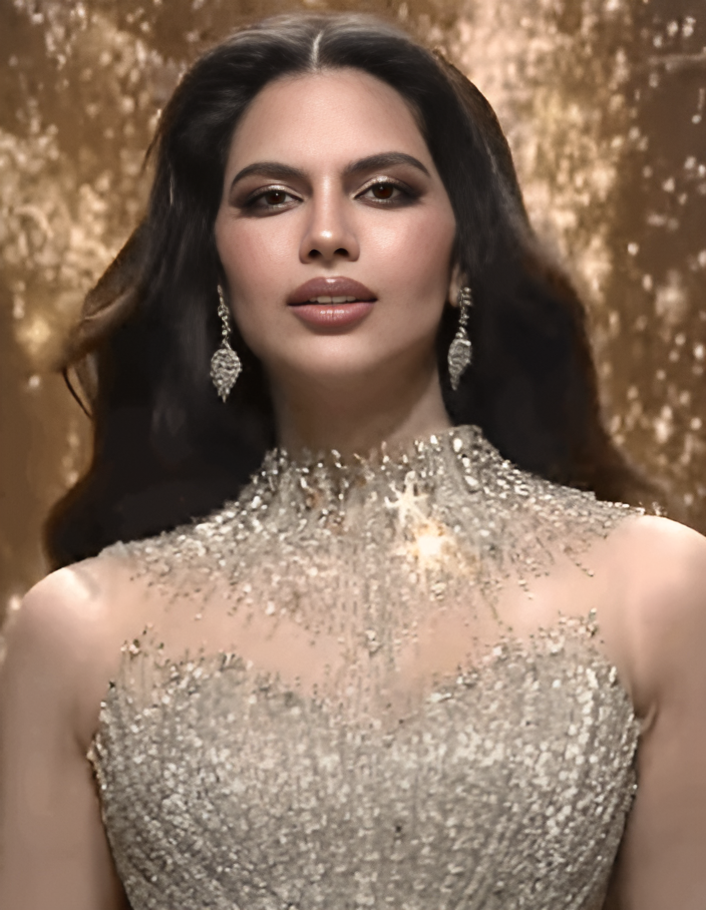
Miss Grand International 2024 Rachel Gupta Indie
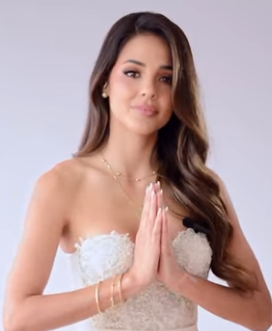
Miss Grand International 2023 Luciana Fuster Peru
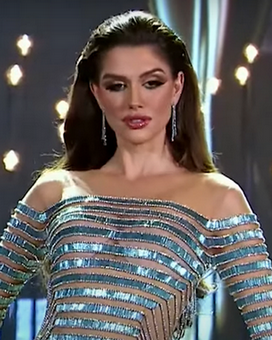
Miss Grand International 2022 Isabella Menin Brazylia
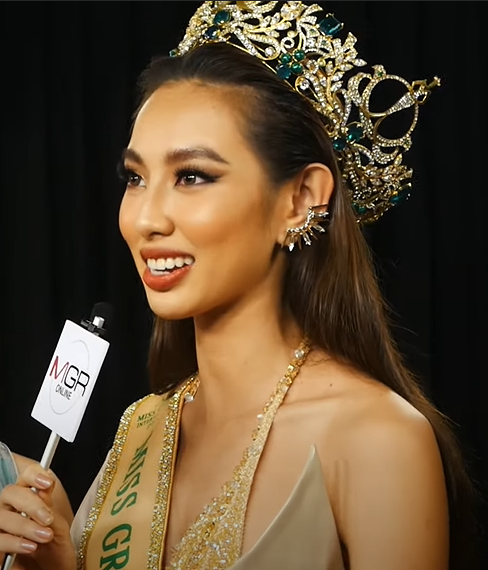
Miss Grand International 2021 Nguyễn Thúc Thùy Tiên Wietnam
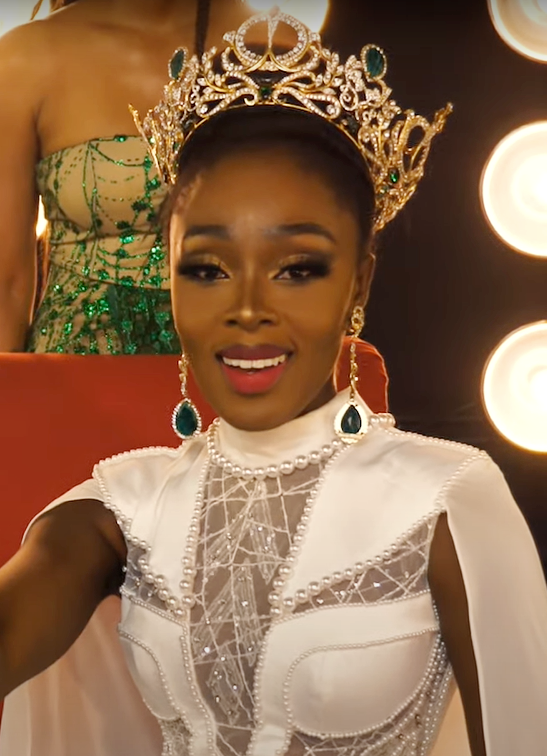
Miss Grand International 2020 Abena Appiah Stany Zjednoczone
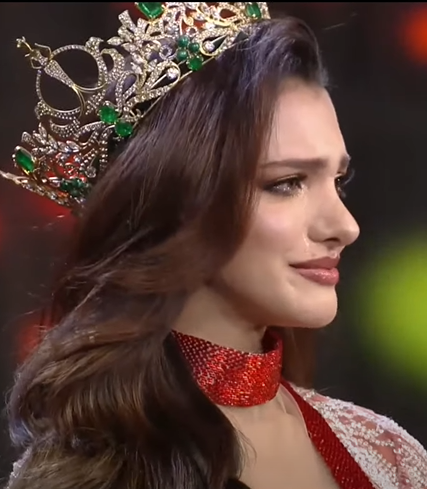
Miss Grand International 2019 Valentina Figuera Wenezuela
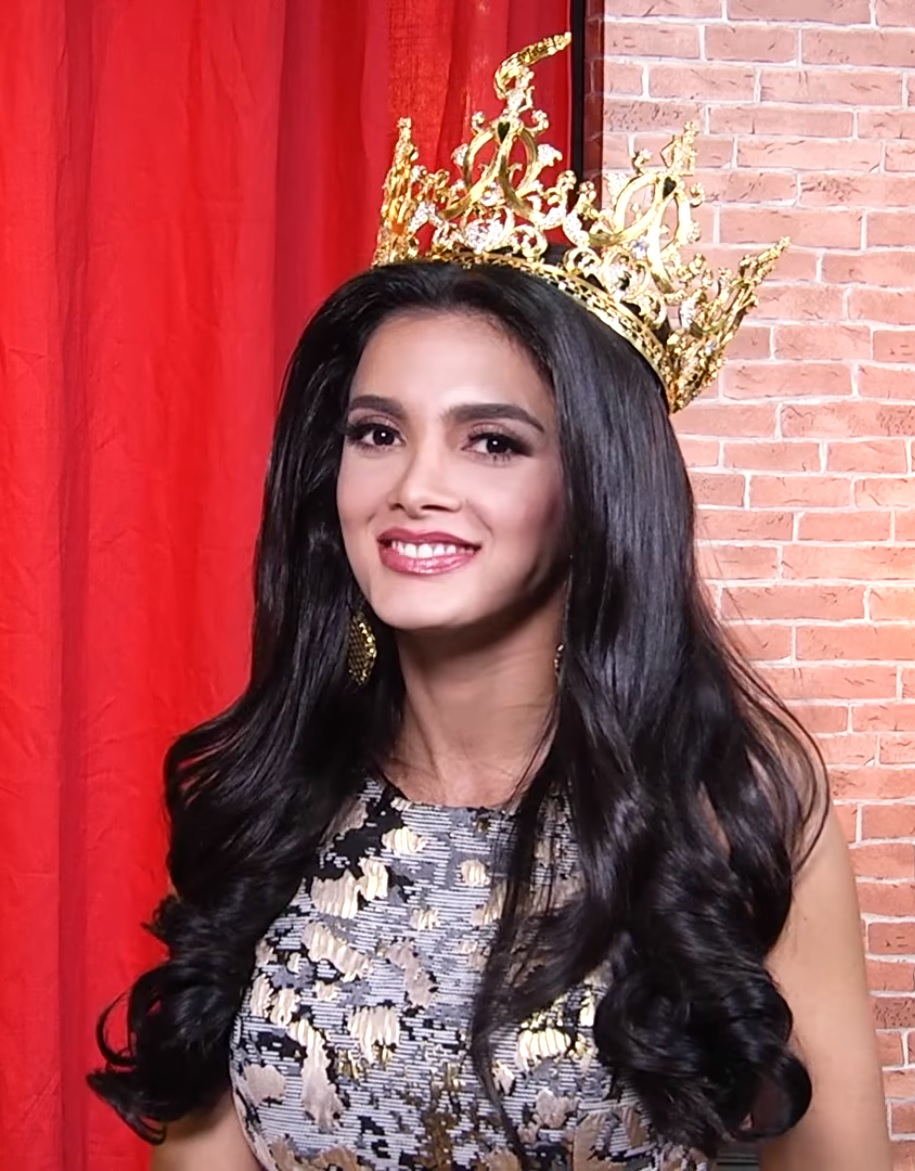
Miss Grand International 2018 Clara Sosa Paragwaj
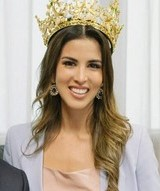
Miss Grand International 2017 María José Lora Peru
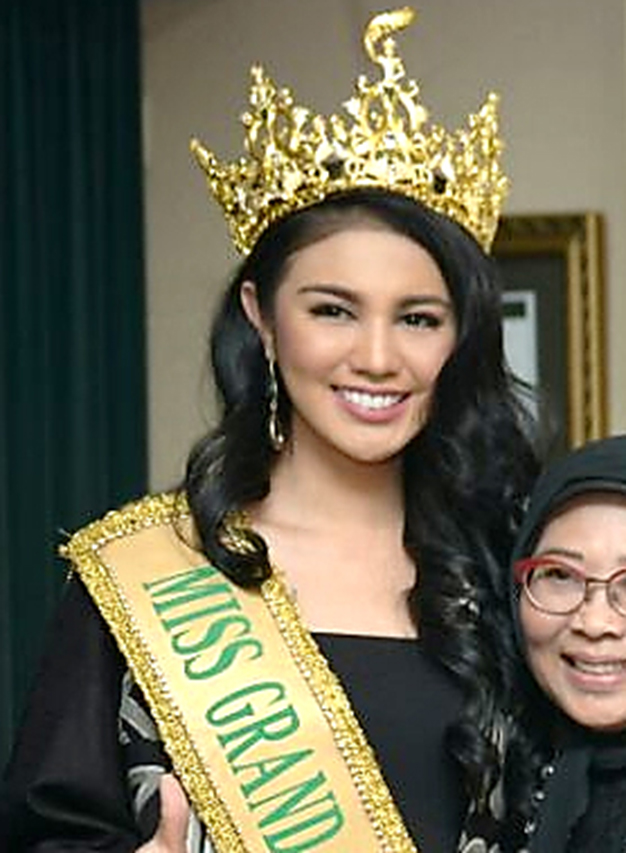
Miss Grand International 2016 Ariska Putri Pertiwi Indonezja
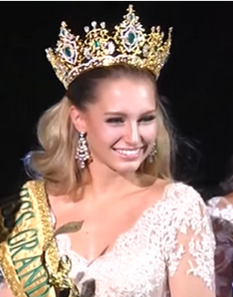
Miss Grand International 2015 Claire Elizabeth Parker Australia
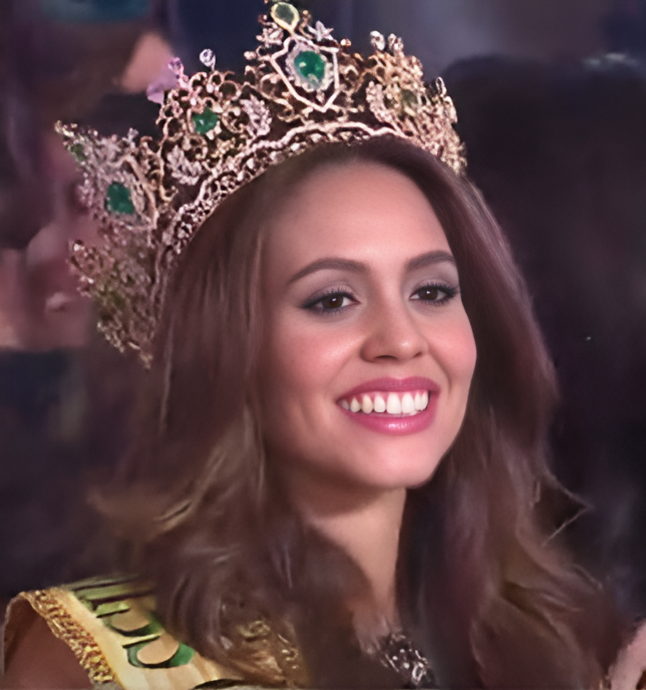
Miss Grand International 2014 Lees Garcia
 Kuba
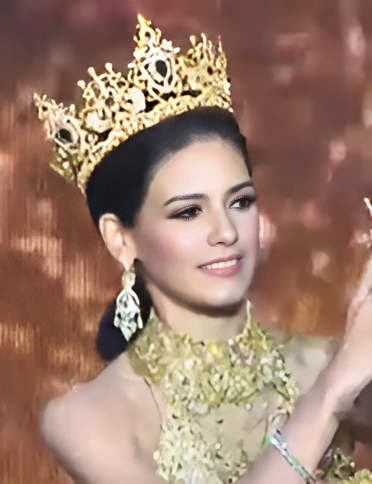
Miss Grand International 2013 Janelee Chaparro Portoryko

## Kraje zwycięskie
| Liczba zwycięstw | Kraj              | Lata       |
| ---------------- | ----------------- | ---------- |
| 2                | Peru              | 2017, 2023 |
| 1                | Indie             | 2024       |
| 1                | Brazylia          | 2022       |
| 1                | Wietnam           | 2021       |
| 1                | Stany Zjednoczone | 2020       |
| 1                | Wenezuela         | 2019       |
| 1                | Paragwaj          | 2018       |
| 1                | Indonezja         | 2016       |
| 1                | Australia         | 2015       |
| 1                | Dominikana        | 2015       |
| 1                | Kuba              | 2014       |
| 1                | Portoryko         | 2013       |

## Reprezentantki Polski w Miss Grand International
| Rok  | Uczestniczka          | Wiek         | Miasto rodzinne         | Rezultat          | Sukces w Polsce                                                          | Tytuły komplementarne |
| ---- | --------------------- | ------------ | ----------------------- | ----------------- | ------------------------------------------------------------------------ | --------------------- |
| 2013 | Anna Moniuszko        | 20           | Białystok               | —                 | Miss Podlasia 2012 Finalistka Miss Polski 2012                           | —                     |
| 2014 | Angelika Ogryzek      | 22           | Szczecin                | Top 10 Finalistka | Miss Polski 2011, Miss Supranational Polski 2013                         | —                     |
| 2015 | Katarzyna Krzeszowska | 25           | Województwo małopolskie | Top 20 Finalistka | Miss Polski 2012, Miss World Polski 2012, Miss Supranational Polski 2014 | —                     |
| 2016 | Marta Redo            | 23           | Drohiczyn               | —                 | I Wicemiss Polski 2015                                                   | —                     |
| 2017 | Brak Udziału          | Brak Udziału | Brak Udziału            | Brak Udziału      | Brak Udziału                                                             | Brak Udziału          |
| 2018 | Malwina Ratajczak     | 19           | Szczecin                | —                 | II Wicemiss Miss Polonia 2017                                            | —                     |
| 2019 | Patrycja Woźniak      | 20           | Łódź                    | —                 | II Wicemiss Miss Polonia 2018                                            | —                     |
| 2020 | Milena Sadowska       | 23           | Babice                  | —                 | Miss Polonia 2018                                                        | —                     |
| 2021 | Brak Udziału          | Brak Udziału | Brak Udziału            | Brak Udziału      | Brak Udziału                                                             | Brak Udziału          |
| 2022 | Natalia Gryglewska    | 24           | Częstochowa             | —                 | Miss Polonia 2020                                                        | —                     |